# Vino de misa

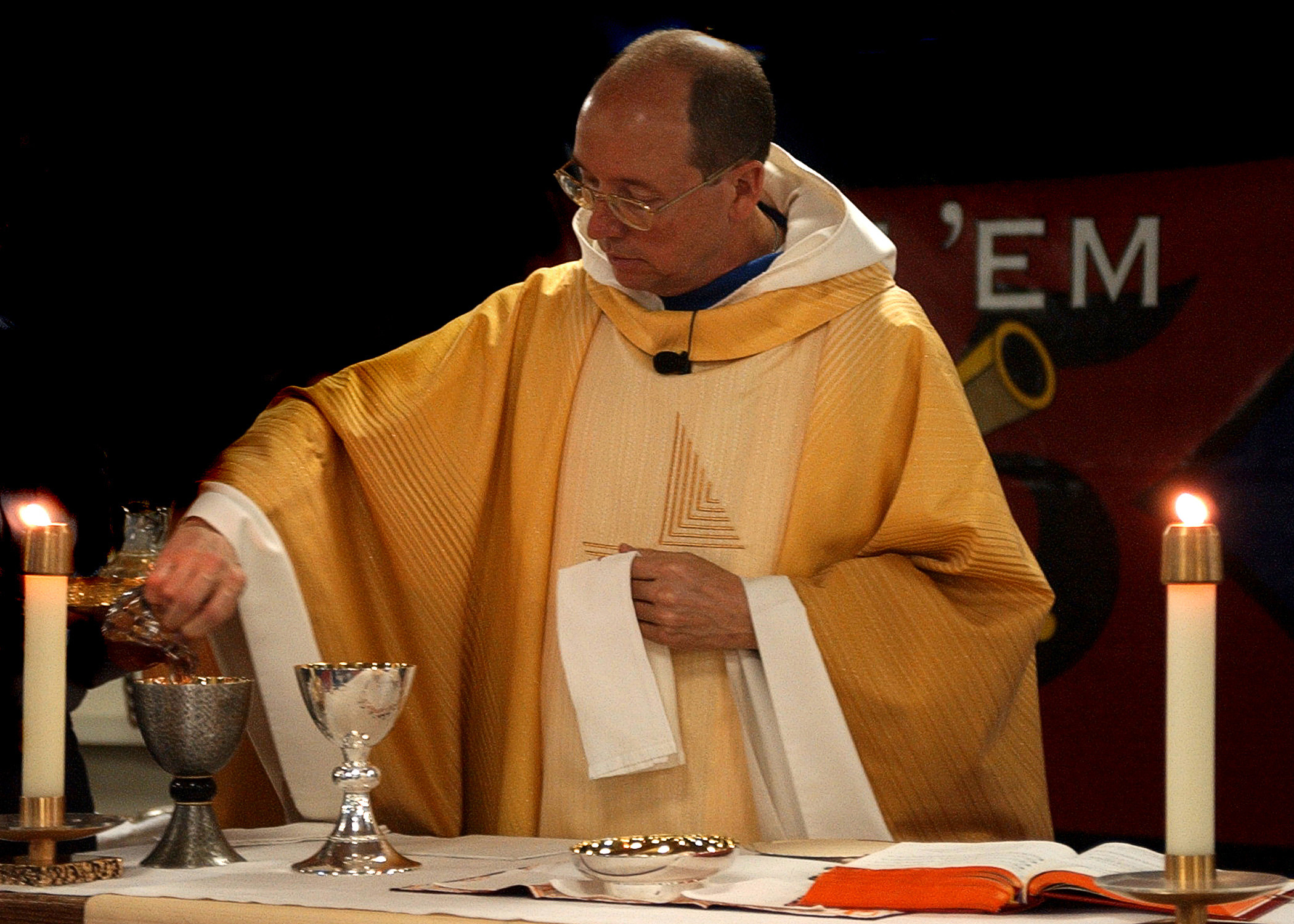
El teniente-capellán John Burnette sirve el vino de misa en la celebración de la misa del Sábado Santo, en el castillo de proa del portaaviones estadounidense USS Harry S. Truman, después de cuatro meses de misión en el golfo Pérsico, el 26 de marzo de 2005.

El vino de misa, vino de consagrar o vino de comunión es el vino utilizado en las liturgias cristianas y, en particular, en la misa.

## Significado litúrgico
En el momento de la consagración, el dogma (del griego δόγμα: «doctrina» o «precepto») católico afirma que el vino de misa se convierte realmente en sangre. A este fenómeno se le llama la transubstanciación (transformación de una substancia, el vino, en otra, la sangre de Cristo, perdurando los accidentes del vino: su color, forma, cantidad, gusto, olor...).

## Tipo de vino utilizado
«El vino para la celebración eucarística debe ser “del producto de la vid” (Cf. Lc 22, 18), natural y puro, es decir, no mezclado con sustancias extrañas.» (Instrucción General del Misal Romano, 322) Habitualmente, llevan en su etiqueta la leyenda “Apto para la Santa Misa”. En caso de urgencia, puede ser utilizado otro vino, siempre que sea de buena calidad, lo que expresa la dignidad que tiene el culto litúrgico.
Algunos ejemplos de vinos tradicionalmente usados para la misa son los siguientes:
- En España:
  - Pajarete
  - Moscatel
  - Mistela
  - Tarragona (particularmente en Cataluña)
  - Terra Alta (particularmente en Cataluña)

- En Estados Unidos:
  - Vino de California (entre otros)

- En Venezuela:
  - Pomar Ecclesia